# Shanghai Masters 2018 - Qualificazioni singolare
Le qualificazioni del singolare dello Shanghai Masters 2018 sono state un torneo di tennis preliminare per accedere alla fase finale della manifestazione. I vincitori dell'ultimo turno sono entrati di diritto nel tabellone principale. In caso di ritiro di uno o più giocatori aventi diritto a questi sono subentrati i lucky loser, ossia i giocatori che hanno perso nell'ultimo turno ma che avevano una classifica più alta rispetto agli altri partecipanti che avevano comunque perso nel turno finale.

## Teste di serie
1. John Millman (primo turno)
2. João Sousa (ultimo turno)
3. Matthew Ebden (spostato nel tabellone principale)
4. Martin Kližan (ultimo turno)
5. Dušan Lajović (primo turno, ritirato)
6. Matteo Berrettini (ultimo turno)
7. Tennys Sandgren (primo turno)

1. Taylor Fritz (qualificato)
2. Benoît Paire (qualificato)
3. Denis Kudla (primo turno)
4. Feliciano López (primo turno)
5. Tarō Daniel (ultimo turno)
6. Cameron Norrie (primo turno)
7. Mackenzie McDonald (qualificato)

## Qualificati
1. Mackenzie McDonald
2. Benoît Paire
3. Vasek Pospisil
4. Taylor Fritz

1. Hubert Hurkacz
2. Michail Kukuškin
3. Bradley Klahn

## Tabellone

### Legenda
| - Q = Qualificato - WC = Wild card - LL = Lucky loser | - ALT = Alternate - SE = Special Exempt - PR = Protected Ranking | - w/o = Walkover - r = Ritirato - d = Squalificato |

### Sezione 1
|  | Primo turno | Primo turno        | Primo turno        | Primo turno | Primo turno |  |  | Ultimo turno | Ultimo turno       | Ultimo turno | Ultimo turno | Ultimo turno |  |
|  |             |                    |                    |             |             |  |  |              |                    |              |              |              |  |
|  | 1           | John Millman       | John Millman       | 4           | 4           |  |  |              |                    |              |              |              |  |
|  | Alt         | Radu Albot         | Radu Albot         | 6           | 6           |  |  | Alt          | Radu Albot         | 6            | 3            | 1            |  |
|  |             | Evgenij Donskoj    | Evgenij Donskoj    | 3           | 4           |  |  | 14           | Mackenzie McDonald | 2            | 6            | 6            |  |
|  | 14          | Mackenzie McDonald | Mackenzie McDonald | 6           | 6           |  |  |              |                    |              |              |              |  |

### Sezione 2
|  | Primo turno | Primo turno   | Primo turno   | Primo turno | Primo turno |  |  | Ultimo turno | Ultimo turno | Ultimo turno | Ultimo turno | Ultimo turno |  |
|  |             |               |               |             |             |  |  |              |              |              |              |              |  |
|  | 2           | João Sousa    | João Sousa    | 6           | 7           |  |  |              |              |              |              |              |  |
|  | WC          | Zhang Zhizhen | Zhang Zhizhen | 3           | 6           |  |  | 2            | João Sousa   | 7            | 4            | 4            |  |
|  | WC          | Hua Runhao    | 6             | 3           | 4           |  |  | 9            | Benoît Paire | 64           | 6            | 6            |  |
|  | 9           | Benoît Paire  | 3             | 6           | 6           |  |  |              |              |              |              |              |  |

### Sezione 3
|  | Primo turno | Primo turno     | Primo turno     | Primo turno | Primo turno |  |  | Ultimo turno | Ultimo turno   | Ultimo turno | Ultimo turno | Ultimo turno |  |
|  |             |                 |                 |             |             |  |  |              |                |              |              |              |  |
|  | Alt         | Thomas Fabbiano | Thomas Fabbiano | 4           | 3           |  |  |              |                |              |              |              |  |
|  |             | Vasek Pospisil  | Vasek Pospisil  | 6           | 6           |  |  |              | Vasek Pospisil | 65           | 6            | 7            |  |
|  |             | Marius Copil    | Marius Copil    | 7           | 6           |  |  |              | Marius Copil   | 7            | 4            | 5            |  |
|  | 10          | Denis Kudla     | Denis Kudla     | 63          | 4           |  |  |              |                |              |              |              |  |

### Sezione 4
|  | Primo turno | Primo turno      | Primo turno      | Primo turno | Primo turno |  |  | Ultimo turno | Ultimo turno  | Ultimo turno | Ultimo turno | Ultimo turno |  |
|  |             |                  |                  |             |             |  |  |              |               |              |              |              |  |
|  | 4           | Martin Kližan    | Martin Kližan    | 6           | 6           |  |  |              |               |              |              |              |  |
|  | WC          | Te Rigele        | Te Rigele        | 3           | 4           |  |  | 4            | Martin Kližan | 6            | 3            | 4            |  |
|  | Alt         | Horacio Zeballos | Horacio Zeballos | 3           | 2           |  |  | 8            | Taylor Fritz  | 3            | 6            | 6            |  |
|  | 8           | Taylor Fritz     | Taylor Fritz     | 6           | 6           |  |  |              |               |              |              |              |  |

### Sezione 5
|  | Primo turno | Primo turno         | Primo turno         | Primo turno | Primo turno |  |  | Ultimo turno | Ultimo turno        | Ultimo turno | Ultimo turno | Ultimo turno |  |
|  |             |                     |                     |             |             |  |  |              |                     |              |              |              |  |
|  | 5           | Dušan Lajović       | 6                   | 0           | 0r          |  |  |              |                     |              |              |              |  |
|  |             | Hubert Hurkacz      | 4                   | 6           | 3           |  |  |              | Hubert Hurkacz      | 64           | 6            | 7            |  |
|  | Alt         | Ramkumar Ramanathan | Ramkumar Ramanathan | 7           | 6           |  |  | Alt          | Ramkumar Ramanathan | 7            | 4            | 5            |  |
|  | 13          | Cameron Norrie      | Cameron Norrie      | 5           | 3           |  |  |              |                     |              |              |              |  |

### Sezione 6
|  | Primo turno | Primo turno       | Primo turno       | Primo turno | Primo turno |  |  | Ultimo turno | Ultimo turno      | Ultimo turno      | Ultimo turno | Ultimo turno |  |
|  |             |                   |                   |             |             |  |  |              |                   |                   |              |              |  |
|  | 6           | Matteo Berrettini | Matteo Berrettini | 6           | 6           |  |  |              |                   |                   |              |              |  |
|  | WC          | Wu Di             | Wu Di             | 4           | 2           |  |  | 6            | Matteo Berrettini | Matteo Berrettini | 5            | 4            |  |
|  |             | Michail Kukuškin  | Michail Kukuškin  | 6           | 6           |  |  |              | Michail Kukuškin  | Michail Kukuškin  | 7            | 6            |  |
|  | 11          | Feliciano López   | Feliciano López   | 3           | 1           |  |  |              |                   |                   |              |              |  |

### Sezione 7
|  | Primo turno | Primo turno     | Primo turno | Primo turno | Primo turno |  |  | Ultimo turno | Ultimo turno  | Ultimo turno  | Ultimo turno | Ultimo turno |  |
|  |             |                 |             |             |             |  |  |              |               |               |              |              |  |
|  | 7           | Tennys Sandgren | 6           | 3           | 4           |  |  |              |               |               |              |              |  |
|  |             | Bradley Klahn   | 4           | 6           | 6           |  |  |              | Bradley Klahn | Bradley Klahn | 7            | 7            |  |
|  |             | Tim Smyczek     | 7           | 4           | 4           |  |  | 12           | Tarō Daniel   | Tarō Daniel   | 65           | 63           |  |
|  | 12          | Tarō Daniel     | 67          | 6           | 6           |  |  |              |               |               |              |              |  |